# بيان منتدى مزعج

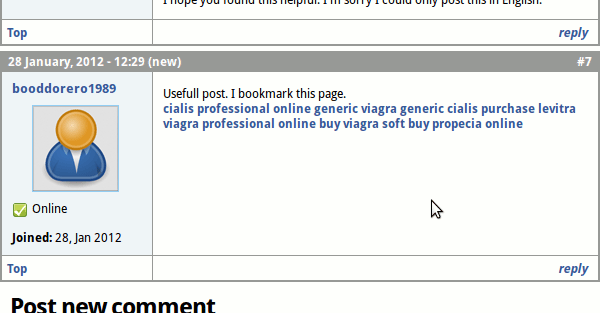

بيان منتدى مزعج إما أن يكون عن طريق نشر الإعلانات، أو الرسائل السيئة أو التي لا لزوم لها على منتديات شبكة الإنترنت، وبصفة عامة فإن هذه الرسائل ترسل أو تلصق أوتوماتيكيا بواسطة برنامج (spambot).

## أنواع بيانات المنتدى المزعجة
معظم المنتديات التي تعمل بواسطة برنامج السبام-بوت تتألف من وصلات أو روابط، لها أهداف مزدوجة تتمثل في رفع قدرة محركات البحث في المناطق عالية التنافسية على الإنترنت مثل فقدان الوزن، والمستحضرات الصيدلانية، والمقامرة، والمواد الإباحية، العقارات، أو القروض البنكية. وتوليد المزيد من الحركة لهذه المواقع التجارية، بعض هذه الوصلات تحتوي على شيفرة لتتبع أو تحدد هوية السبام-بوت إذا كانت هناك عمليات بيع أو كان يمر بعملية بيع، عندها يكون ناشر ذلك البوت يعمل خلف برنامج السبام-بوت لأخذ عمولة.
البيانات المزعجة قد تحتوي على أي شيء من رابط واحد أو العديد من الروابط، مضمون النص يكون في حدوده الدنيا وعادة يكون غير ضار ولا علاقة له بمواضيع المنتدى وعناوينه.
بالتبادل أو بالتناوب، قد تلتصق البيانات المزعجة في توقيع المستخدم، وفي هذه الحالة لن يقوم برنامج السبام-بوت بأداء وظيفته. فالرابط يستقر في توقيع أو حقل المستخدم، وبالتالي فإنه سوف يكون أسرع في البحث أو الوصول إليه من خلال محركات البحث المختلفة وأفضل من أن يكتشف من قبل الإداريين والمشرفين في المنتدى.
مؤخرا، الكثير من الهجمات المدمرة عن طريق البيانات المزعجة قد تم الترويج لها من خلال المهتمين بمجال إعادة توجيه التعليقات وهناك العديد من البرامج المختصة في هذا المجال مثل برنامج XRumer، هذه الحقول تقوم بإعادة توجيه المستخدم إلى المواقع الاباحية، إما من خلال النقر على الصورة أو عند محاولة إغلاق الموقع سيتم عندها تحميل ضغطة activex على شكل Zlob trojan.

## تأثيرات هذه البيانات المزعجة
إن منع هذه البيانات يؤدي إلى زيادة عبء العمل على المشرفين والإداريين في المنتدى، بالنسبة لكمية الوقت والموراد التي تنفق على المنتدى فتكون من التبرعات المجانية التي تساهم في تكلفة العمل وتوفير المتطلبات اللازمة والمهارت لإنشاء أو إدارة المنتديات العامة، المنتديات التي تقدم ربحا هامشيا أو قليلا أو المنتديات الصغيرة وقليلة الأعضاء غالبا ما تغلق من قبل المديرين، كما المنتديات التي لا تحتاج إلى تسجيل أصبحت نادرة.

## منع البيانات المزعجة
هناك عدة إجراءات لمنع أو تقليل أثر البيانات المزعجة، منها:
- التحكم في التدفقات: هذا يجبر المستخدمين على الانتظار لمدة زمنية قصيرة بين عمل ملصقات أو مشاركات، وبالتالي منع السبام-بوت من إغراق المنتدى بالرسائل والبيانات المزعجة.
- التحكم في التسجيل: فلا يتم النشر إلى للأعضاء المسجلين.
- استخدام خدمة CAPTCHA: أو ما تسمى بعملية التأكيد المرئي في صفحات التسجيل لمنع السبام-بوت من إجراء وتنفيذ عمليات التسجيل الآلي، نظام التأكيد المرئي البسيط أو ما يسمى CAPTCHA قد أظهر ضعفاً في برمجيات التعرف الضوئي على الحروف.
- استخدام التأكيد النصي: حيث يقوم المستخدم بالإجابة على سؤال أو أكثر عشوائيين لإثبات أنه/أنها ليست سبام-بوت.
- الصوت الموثوق: وباستخدام نظام خارجي لحجب الخدمة، مثل akismetن لكي يحصل على حكم إذا كانت بيانات منتدى مزعجة أم لا.
- الحد الأعلى للمشاركات: الحد الأعلى للمشاركات يكون للأعضاء المسجلين التي تقوم بطلب عملية التأكيد المرئي CAPTCHA قبل إضافة مشاركات جديدة.
- تقييد عملية التسجيل: تطبيق قيود حذرة يمكن أن يأثر تأثيرا كبيراً التسجيل الزائف للأعضاء أو تسجيل السبام-بوت. وأحد هذه الأمثلة يتمثل في الحرمان من التسجيل بعض الحقول والتي هي مصدر أغلب السبام-بوت مثل (.ru,.br,.biz,) أو عناوين القاعدة الحرة مثل gawab.com، أيضا المزيد من العاملين في المنتدى لاجراء علميات فحص للعضويات أو عمليات الاستجواب، فحص العضويات يتم من التأكد من أن العضوية ليست لسبام-بوت هناك العديد من المؤشرات التي تدل على ذلك فالسبام-بوت يحتاج لعدة ساعات حتى يتم تأكيد الايميل، أم المستخدمين العاديين فتتم عملية تأكيد الايميل بسرعة بالغة.
- تغيير بعض الصفات أو التفاصيل التقنية لإرباك البوتات وتشويشهم، فعلى سبيل المثال موافق=صحيح أو في صفحات التسجيل في phpBB.
- إيقاف بعض العضويات والمشاركات وتسجيلات العضويات التي تحتوي على بعض الكلمات الموجودة على القائمة السوداء.
- التيقظ من المشاركات غير الموثوقة وتكون إما من العضويات التي سجلت حديثاً أو المشاركات الغير معروفة وتعد أفضل الطرق لكشف لمرسلي البيانات والرسائل المزعجة هي إعلام أحد محركات البحث من خلال إعلامه برقم الاي بي ip لمعرفة السبامر، وسيعرض محرك البحث المواقع المتخصصة في proxy server التي تنظم نقل البيانات بين أجهزة الحواسيب ويمكن من خلاله معرفة موقع المستخدم.
- بعض المنتديات لها ما يسمى spam subforum التي تعمل على إزالة السبامر أو إعادة توجيهه من الموقع الرئيسي له وبذلك يمكن حماية المنتدى من اللصوص.
- بعض المنتديات لا يمكن التعديل على التوقيع فيها وخيارات التوقيع غير مسموحة أو مخفية من قبل إدارة المنتدى.

## اتساع الصفحة وصفاتها
- أسباب اتساع الصفحات أو تمددها يتضمن الأمور التالية:
- صورة طويلة جدا.
- خط طويل جدا من الحروف بدون أي فواصل أو مسافات بين الحروف.
- خط طويل مع بعض المواصفات التي لا يجب على المتصفح كسرها (على سبيل المثال استخدام HTML وغيرها من أوامر البرمجة مثل pre>
- جدول مع العديد من الأعمدة، وعادة يحتوي العمود على كلمة طويلة،(أقل عرض للعمود يكون عرض أطول كلمة فيه)
- جدول يكون فيه جملة أو أمر html طويل جدا: مثل:The author of a web page may have failed to consider that the user:
- ربما تصميم الشاشة منخفض ويؤثر على الصورة ويؤدي إلى اتساعها.
- ربما قمت بعرض أكثر من صفحة في أكثر من نافذة في نفس الوقت.
- ربما تستعمل PDA أو ما يسمى بمساعد البيانات الشخصية.
- ربما تستعمل هاتف خلوي.

كل هذه قد تساهم في تكوين صفحة واسعة تتطلب شريط التمرير الأفقي.

## اتساع الصفحات بواسطة الصيادين على الإنترنت
اتساع الصفحات يعمل من خلال صيادي الإنترنت أو بالإنجليزية (internet trolls) من خلال لوحات الرسائل أو المنتديات، على سبيل المثال ما يسمى بSlashdot. هذا النموذج يعمل على زياد عرض واتساع الصفحة بشكل سخيف ومثير للضحك، لدرجة أن المستخدمين لا يستطيعون قراءة النص إلا من خلال استخدام شريط التمرير باستمرار.
وقد نفذت سلاد شوت الكثير من الحلول لمعالجة اتساع الصفحة، والتي تؤثر على عرض html في متصفحات الإنترنت مثل Internet Explorer and Netscape، ولكن زمنه قد ولى، بالتحديد عند ظهور رمز وورد وراب word-wrap code
الذي كان في مبدأ عمله يقوم على عدم الخروج عن السطر قبل البدء بكلمة مسبوقة بمسافة، ويضع جميع الكلمات على سطر واحد، وبالتالي الحيلولة دون توسع الصفحة وقد ظهر متصفح أوبرا دون أن يتأثر.
هناك بعض الإحصائيات التي تقول بأنه في فترة أقل من أسبوع يظهر إنترنت ترول أو صياد الإنترنت.
وهذا البحث المفصل يتحدث عن بيانات المنتدى المزعجة وعملية اتساع الشاشة وكيفية معالجتهما.